# 伊沃蒂
伊沃蒂是巴西南大河州的一个市镇。总面积63.138平方公里，总人口18549人，人口密度293.8人/平方公里。